# The Sound of Echo
The Sound of Echo — мініальбом англійського гурту Echo & the Bunnymen, який вийшов у лютому 1984 року.

## Композиції
1. Never Stop – 4:44
2. Rescue – 4:30
3. The Cutter – 3:55
4. The Back of Love – 3:12
5. Do It Clean – 5:36

## Учасники запису
- Іен Маккаллох — вокал, гітара
- Уїлл Сарджент — гітара
- Лес Паттінсон — бас гітара
- Піт де Фрейтас — ударні